# Registre familier
Le registre familier est un registre de langue utilisé dans la vie de tous les jours, dans les conversations non formelles, en remplacement d'un langage plus soutenu. Il constitue un des registres de langue en français avec le registre courant, le registre soutenu, le jargon et l'argot.
Il se distingue de l'argot, qui est utilisé par une communauté ou un groupe social particulier car le langage familier est utilisé par tout le monde, quel que soit son milieu social. On parle parfois, par anglicisme, de « colloquialisme » pour désigner une tournure ou locution familière.

## Définition
Le registre familier est distinct du discours formel ou de l'écriture formelle. Habituellement, les locuteurs utilisent ce registre lorsqu’ils se sentent à l’aise et pas particulièrement gênés. 
Lorsqu'une expression différente est préférée dans l'usage formel, l’expression est étiquetée fam. pour « familier » dans les dictionnaires. Cela dit, cette étiquette ne signifie pas que l'expression familière est nécessairement de l'argot ou qu'elle ne fait pas partie de la langue courante.

## Distinction des autres styles
Les expressions familières sont dissemblables de l'argot ou du jargon. L'argot est composé des mots utilisés par des groupes sociaux spécifiques (comme des adolescents ou des soldats). D’autre part, le jargon est composé des mots utilisés uniquement par des domaines commerciaux ou des industries spécifiques (comme les ingénieurs ou l'informatique). Le registre familier peut comprendre de l'argot, mais il consiste principalement en contractions ou autres mots et expressions informels connus par la plupart des locuteurs natifs de la langue.
Le jargon est défini en relation avec une activité, une profession ou un groupe spécifique. Le terme fait référence à la langue utilisée par les personnes qui travaillent dans un domaine particulier ou qui ont un intérêt commun. Tout comme l'argot, c'est une sorte d’abréviation utilisée pour exprimer des idées qui sont fréquemment discutées entre les membres d'un groupe. Il peut également être développé délibérément en utilisant des termes choisis.
Bien qu'un terme puisse être attribué à un usage plus précis ou unique parmi les praticiens d’un domaine particulier, il est souvent rapporté que le jargon est un obstacle à la communication pour les personnes qui ne connaissent pas le domaine respectif.